# Cognat-Lyonne
Cognat-Lyonne (Conhat e Liona en occitan) est une commune française située dans le département de l'Allier, en région Auvergne-Rhône-Alpes. Elle fait partie de l'aire d'attraction de Vichy.
Ses habitants sont appelés les Cognatois et les Cognatoises.

## Géographie

### Localisation
Située au sud-sud-est du département de l'Allier, à l'ouest de Vichy, la commune est constituée de deux villages : Cognat (à l'est) et Lyonne (à l'ouest), distants de deux kilomètres.
Six communes sont limitrophes de Cognat-Lyonne :
| Monteignet-sur-l'Andelot, Escurolles |               | Espinasse-Vozelle |
|                                      | Cognat-Lyonne | Serbannes         |
| Biozat, Charmes                      |               |                   |

### Voies de communication et transports
Les villages de Cognat et de Lyonne sont traversés par la route départementale 2209 (ancienne route nationale 209) ; le territoire de la commune est également traversé par les RD 36, 117 (de Lyonne vers Monteignet-sur-l'Andelot et Escurolles ou de Cognat vers Serbannes), 222 (de Cognat vers Espinasse-Vozelle) et 272 (de Lyonne vers Biozat).

### Climat
Pour des articles plus généraux, voir Climat d'Auvergne-Rhône-Alpes et Climat de l'Allier.
En 2010, le climat de la commune est de type climat océanique dégradé des plaines du Centre et du Nord, selon une étude du CNRS s'appuyant sur une série de données couvrant la période 1971-2000. En 2020, Météo-France publie une typologie des climats de la France métropolitaine dans laquelle la commune est exposée à un climat de montagne ou de marges de montagne et est dans la région climatique Nord-est du Massif Central, caractérisée par une pluviométrie annuelle de 800 à 1 200 mm, bien répartie dans l’année.
Pour la période 1971-2000, la température annuelle moyenne est de 10,9 °C, avec une amplitude thermique annuelle de 16,3 °C. Le cumul annuel moyen de précipitations est de 772 mm, avec 9,4 jours de précipitations en janvier et 7,6 jours en juillet. Pour la période 1991-2020, la température moyenne annuelle observée sur la station météorologique de Météo-France la plus proche, « Charmes_sapc », sur la commune de Charmes à 6 km à vol d'oiseau, est de 11,9 °C et le cumul annuel moyen de précipitations est de 675,4 mm,. Pour l'avenir, les paramètres climatiques de la commune estimés pour 2050 selon différents scénarios d'émission de gaz à effet de serre sont consultables sur un site dédié publié par Météo-France en novembre 2022.

## Urbanisme

### Typologie
Au 1er janvier 2024, Cognat-Lyonne est catégorisée commune rurale à habitat dispersé, selon la nouvelle grille communale de densité à 7 niveaux définie par l'Insee en 2022.
Elle est située hors unité urbaine. Par ailleurs la commune fait partie de l'aire d'attraction de Vichy, dont elle est une commune de la couronne,. Cette aire, qui regroupe 50 communes, est catégorisée dans les aires de 50 000 à moins de 200 000 habitants,.

### Occupation des sols

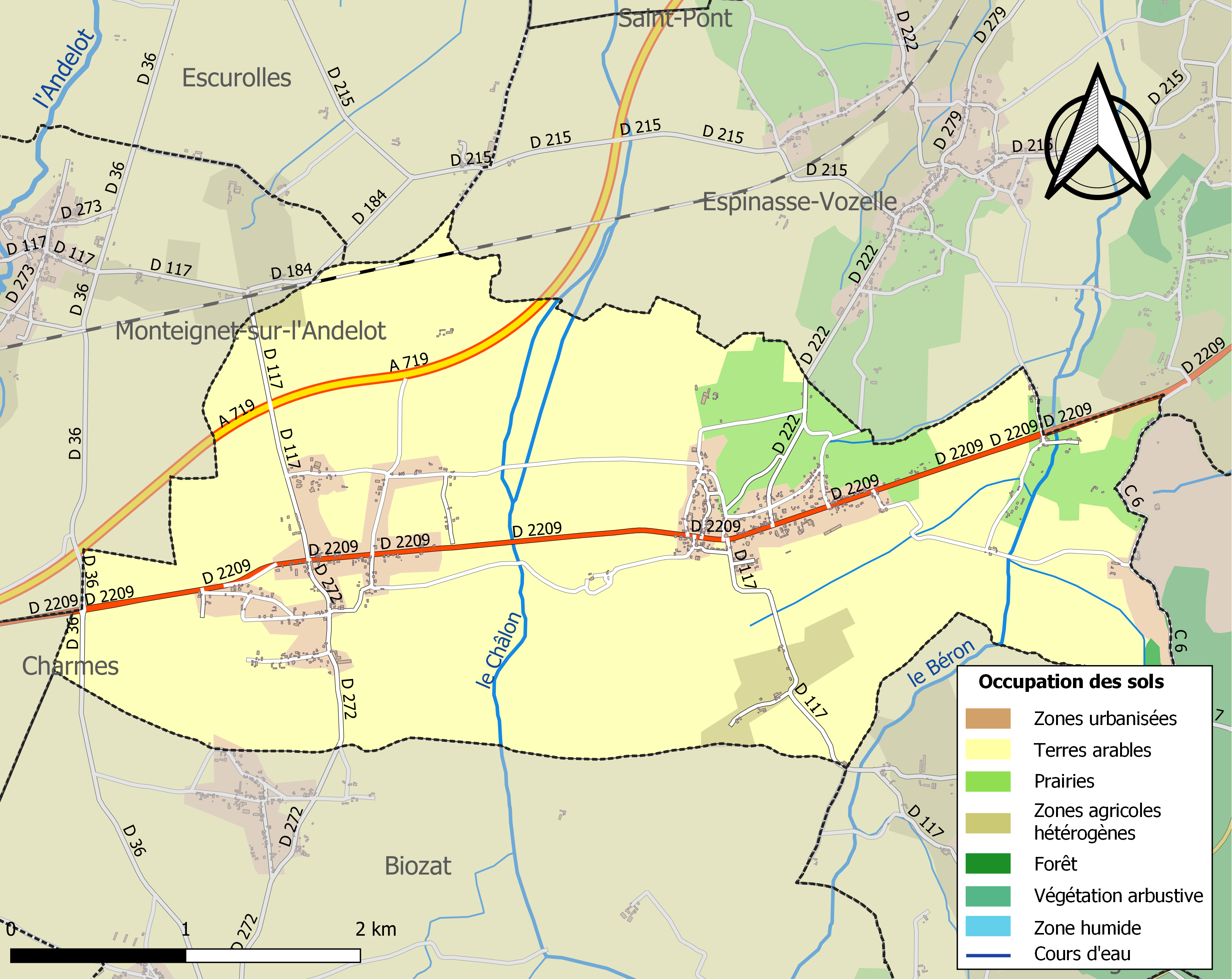
Carte des infrastructures et de l'occupation des sols de la commune en 2018 (CLC).

L'occupation des sols de la commune, telle qu'elle ressort de la base de données européenne d’occupation biophysique des sols Corine Land Cover (CLC), est marquée par l'importance des territoires agricoles (90,5 % en 2018), en diminution par rapport à 1990 (91,4 %). La répartition détaillée en 2018 est la suivante : 
terres arables (79,9 %), zones urbanisées (8,6 %), prairies (7,9 %), zones agricoles hétérogènes (2,6 %), espaces verts artificialisés, non agricoles (0,7 %), forêts (0,2 %).
L'IGN met par ailleurs à disposition un outil en ligne permettant de comparer l’évolution dans le temps de l’occupation des sols de la commune (ou de territoires à des échelles différentes). Plusieurs époques sont accessibles sous forme de cartes ou photos aériennes : la carte de Cassini (XVIIIe siècle), la carte d'état-major (1820-1866) et la période actuelle (1950 à aujourd'hui).

### Zonages d'études
Selon les zonages d'études définis par l'Insee, Cognat-Lyonne fait partie de l'aire urbaine, de la zone d'emploi et du bassin de vie de Vichy. Elle ne fait, en revanche, partie d'aucune unité urbaine.

### Logement
En 2013, la commune comptait 305 logements, contre 294 en 2008. Parmi ces logements, 90,5 % étaient des résidences principales, 1 % des résidences secondaires et 8,5 % des logements vacants. Ces logements étaient exclusivement des maisons individuelles.
La proportion des résidences principales, propriétés de leurs occupants était de 83,7 %, en baisse par rapport à 2008 (87,8 %). La part de logements HLM loués vides était de 5,4 % (contre 2,8 %).

## Histoire
Le 6 janvier 1568 a lieu la bataille de Cognat entre l'armée protestante et l'armée catholique. Les 4 000 protestants, qui ont pillé Vichy la veille, battent les catholiques. Au cours de cette bataille, le chef protestant François de Boucé, seigneur de Poncenat, est tué, par erreur, par un de ses soldats. Le seigneur de Hautefeuille, Jean de La Fayette, l'un des chefs catholiques, trouve la mort lors des combats. Les protestants partent rejoindre Condé à Orléans. Le village de Cognat et le château de Hautefeuille sont détruits pendant cette bataille ; le château était situé près de l'église actuelle.
Cognat devient Cognat-Lyonne par décret du 30 mai 1847.
En mai 1942, durant la Seconde Guerre mondiale, Otto Skorzeny, à la tête de deux compagnies de la division SS Hohenstaufen, était installé à Cognat afin d'arrêter le général Giraud et le chef de l'État français, Pétain, pour les emmener en Allemagne. Cette action ne fut pas menée à terme.

## Politique et administration

### Tendances politiques et résultats
Aux élections départementales de 2015, le binôme Isabelle Goninet - Jean-Jacques Rozier (Union de la droite), élu dans le canton de Bellerive-sur-Allier, a recueilli 70,71 % des suffrages exprimés. Le taux de participation s'élève à 63,31 %, supérieur à la moyenne cantonale (54,60 %).
Aux élections municipales de 2014, tenues au scrutin majoritaire, 79,38 % des électeurs avaient voté.

### Administration municipale
Le conseil municipal, réuni en mai 2020 pour élire le nouveau maire (Jean-Claude Chatard), a désigné quatre adjoints.
| Période                                  | Période                   | Identité                       | Étiquette | Qualité                                                                                                  |
| ---------------------------------------- | ------------------------- | ------------------------------ | --------- | --- |
| Les données manquantes sont à compléter. |                           |                                |           | |
| 1800                                     | 1824                      | Pierre Larzat                  |           | |
| 1848                                     | 1870                      | Joseph de Villardi de Montlaur |           | Châtelain de Lyonne Conseiller général du Canton d'Escurolles (1851-1870) Député de l'Allier (1871-1876) |
| Les données manquantes sont à compléter. |                           |                                |           | |
| 1919                                     | 1945                      | Étienne Pélisson               |           | |
| 1945                                     | 1971                      | Lucien Riet                    |           | |
| 1971                                     | 1977                      | Pierre Gillet                  |           | |
| 1977                                     | 1983                      | André Goutheraud               |           | |
| 1983                                     | 1989                      | Raymond Mazal                  |           | |
| 1989                                     |                           | André Goutheraud               |           | |
|                                          |                           |                                |           | |
| mars 2001                                | mai 2020                  | Raymond Mazal                  | DVG       | Retraité Vice-président de la communauté d'agglomération chargé de l'assainissement                      |
| mai 2020                                 | En cours (au 29 mai 2020) | Jean-Claude Chatard            |           | |

## Population et société

### Démographie

#### Évolution démographique
L'évolution du nombre d'habitants est connue à travers les recensements de la population effectués dans la commune depuis 1793. Pour les communes de moins de 10 000 habitants, une enquête de recensement portant sur toute la population est réalisée tous les cinq ans, les populations de référence des années intermédiaires étant quant à elles estimées par interpolation ou extrapolation. Pour la commune, le premier recensement exhaustif entrant dans le cadre du nouveau dispositif a été réalisé en 2008.

En 2022, la commune comptait 707 habitants, en évolution de +0,71 % par rapport à 2016 (Allier : −1,38 %, France hors Mayotte : +2,11 %).
| 1793 | 1800 | 1806 | 1821  | 1831 | 1836 | 1841 | 1846 | 1851  |
| ---- | ---- | ---- | ----- | ---- | ---- | ---- | ---- | ----- |
| 779  | 892  | 981  | 1 000 | 923  | 972  | 997  | 971  | 1 023 |

| 1856  | 1861  | 1866  | 1872 | 1876 | 1881 | 1886 | 1891 | 1896 |
| ----- | ----- | ----- | ---- | ---- | ---- | ---- | ---- | ---- |
| 1 104 | 1 029 | 1 020 | 970  | 931  | 905  | 864  | 810  | 782  |

| 1901 | 1906 | 1911 | 1921 | 1926 | 1931 | 1936 | 1946 | 1954 |
| ---- | ---- | ---- | ---- | ---- | ---- | ---- | ---- | ---- |
| 712  | 704  | 724  | 594  | 562  | 557  | 523  | 509  | 529  |

| 1962 | 1968 | 1975 | 1982 | 1990 | 1999 | 2006 | 2008 | 2013 |
| ---- | ---- | ---- | ---- | ---- | ---- | ---- | ---- | ---- |
| 520  | 488  | 501  | 474  | 556  | 547  | 616  | 636  | 703  |

| 2018 | 2022 | - | - | - | - | - | - | - |
| ---- | ---- | - | - | - | - | - | - | - |
| 687  | 707  | - | - | - | - | - | - | - |

#### Pyramide des âges
En 2021, le taux de personnes d'un âge inférieur à 30 ans s'élève à 32,0 %, soit au-dessus de la moyenne départementale (29,0 %). À l'inverse, le taux de personnes d'âge supérieur à 60 ans est de 28,5 % la même année, alors qu'il est de 35,6 % au niveau départemental.
En 2021, la commune comptait 354 hommes pour 354 femmes, soit un taux de 50,00 % de femmes, légèrement inférieur au taux départemental (52,03 %).
Les pyramides des âges de la commune et du département s'établissent comme suit :
| Hommes | Classe d’âge | Femmes |
| ------ | ------------ | ------ |
| 0,6    | 90 ou +      | 0,9    |
| 6,5    | 75-89 ans    | 8,6    |
| 20,3   | 60-74 ans    | 20,1   |
| 24,1   | 45-59 ans    | 21,1   |
| 16,5   | 30-44 ans    | 17,3   |
| 12,9   | 15-29 ans    | 15,8   |
| 19,0   | 0-14 ans     | 16,1   |

| Hommes | Classe d’âge | Femmes |
| ------ | ------------ | ------ |
| 1,2    | 90 ou +      | 3      |
| 10     | 75-89 ans    | 13,4   |
| 21,3   | 60-74 ans    | 22     |
| 20,6   | 45-59 ans    | 19,6   |
| 15,7   | 30-44 ans    | 15     |
| 15,6   | 15-29 ans    | 12,9   |
| 15,7   | 0-14 ans     | 14     |

### Enseignement
Cognat-Lyonne dépend de l'académie de Clermont-Ferrand et gère une école élémentaire publique.
Hors dérogations à la carte scolaire, les collégiens sont scolarisés à Bellerive-sur-Allier et les lycéens à Cusset, au lycée Albert-Londres.

## Économie
Commune rurale à vocation agricole, elle compte néanmoins quelques entreprises dans le domaine de la construction ainsi qu'un cactérium qui emploie plusieurs salariés. 500 000 cactus partent de Cognat-Lyonne chaque année.

### Emploi
En 2013, la population âgée de quinze à soixante-quatre ans s'élevait à 445 personnes, parmi lesquelles on comptait 79,6 % d'actifs dont 73,9 % ayant un emploi et 5,6 % de chômeurs.
On comptait 99 emplois dans la zone d'emploi. Le nombre d'actifs ayant un emploi résidant dans la zone étant de 334, l'indicateur de concentration d'emploi est de 29,6 %, ce qui signifie que la commune offre moins d'un emploi par habitant actif.
263 des 334 personnes âgées de quinze ans ou plus (soit 78,7 %) sont des salariés. 14,1 % des actifs travaillent dans la commune de résidence.

### Entreprises
Au 1er janvier 2014, Cognat-Lyonne comptait 31 entreprises : une dans l'industrie, neuf dans la construction, dix-sept dans le commerce, les transports et les services divers et quatre dans le secteur administratif.
En outre, elle comptait 33 établissements.

### Commerce
La base permanente des équipements de 2015 ne recense aucun commerce.
La mise en service de l'autoroute A719 a engendré une forte baisse de l'activité commerçante de la commune (un vendeur de voitures d'occasion, un brocanteur et un restaurateur).
Un pôle commercial a été aménagé à l'angle des routes de Bellerive (D 2209) et d'Espinasse (D 222), afin de répondre aux besoins de la population cognatoise. Il comprend une boulangerie, un salon de coiffure, un bureau de poste et un cabinet médical.

## Culture locale et patrimoine

### Lieux et monuments
- L'église romane Sainte-Radegonde de Cognat-Lyonne, datant du XIIe siècle, est classée Monument historique en 1862[28].
- Château de Lyonne du XVIIIe siècle construit par Robert de Lyonne[29]. Il est entouré d'un grand parc aux arbres centenaires[30].
- Château de Rilhat, XVe, XVIe et XVIIe siècles, inscrit MH en 1990[31].

### Personnalités liées à la commune
- Joseph de Villardi de Montlaur (1815-1895) maire de Cognat-Lyonne de 1848 à 1870 et de nouveau de 1872 à 1878, conseiller général du canton d'Escurolles de 1851 à 1870. Il est représentant de l'Allier de 1871 à 1876, siégeant à droite. Par son mariage, il acquit les châteaux de Rilhat et de Lyonne situés sur la commune.
- Thierry Wirth, journaliste, écrivain et historien local y réside.

### Héraldique
| Blason de Cognat-Lyonne | Blason  | D’azur au flacon rond avec son bouchon d’argent surmonté d’une fleur de lys d’or, mantelé aussi d’argent chargé d’un phénix du champ sur son immortalité de gueules issante de la partition et accosté de deux tours de sable ouvertes ajourées et maçonnées d’argent. |
| Blason de Cognat-Lyonne | Détails | |